# تور دوچرخه‌سواری تیرنو–آدریاتیکو
تور دوچرخه‌سواری تیرنو–آدریاتیکو (انگلیسی: Tirreno–Adriatico) یک تور دوچرخه‌سواری جاده در ایتالیا است.
این تور که از سال ۱۹۶۶ هر سال برگزار می‌شود مابین سواحل تیرنی و آدریاتیک برگزار می‌شود.

## قهرمانی بر پایه کشور
| قهرمانی | کشور                                          |
| ------- | --------------------------------------------- |
| ۲۴      | ایتالیا                                       |
| ۸       | بلژیک                                         |
| ۵       | سوئیس                                         |
| ۴       | اسپانیا                                       |
| ۳       | هلند، اسلوونی                                 |
| ۲       | دانمارک، کلمبیا}                              |
| ۱       | استرالیا، لهستان، آلمان، بریتانیا، نروژ، سوئد |